# Falling in Love with a Rival
Falling in Love with a Rival (逆袭之爱上情敌S, anche nota come Counter Attack o Strike Back) è una webserie cinese, a tematica omosessuale, pubblicata dal 9 agosto al 16 settembre 2015. L'opera è un adattamento dell'omonima novel.

## Trama
Wu Suo Wei è un ragazzo scapestrato che viene scaricato dalla sua fidanzata, Yue Yu, perché privo di qualsiasi prospettiva di carriera dato che lei, vista la sua bellezza, può aspirare a sposare una persona più che benestante (grazie a questa scelta riesce a fidanzarsi con Chi Cheng, un ragazzo molto ricco). Wu Suo Wei, grazie al suo migliore amico Jiang Xiaoshuai, delinea un piano elaborato che consiste, per vendetta, nel non limitarsi a riconquistare Yue Yu ma a far innamorare di lui Chi Cheng per farli separare, con l'obbiettivo di far soffrire incredibilmente Yue Yu. Da quel momento tra i due incomincerà un lungo e travagliato corteggiamento.
Nel frattempo Jiang Xiaoshuai verrà corteggiato da un alto ufficiale di polizia e vecchio conoscente di Chi Cheng, Gou Cheng Yu.

### Speciale
Ormai Chi Cheng e Wu Suo Wei vivono insieme da parecchio tempo e sono una coppia consolidata ma Wei non è contento di avere unicamente il ruolo passivo nei loro rapporti sessuali. Bramando il ruolo attivo punta a far ingelosire Chi Cheng grazie alla sua popolarità ottenuta, recentemente, di nascosto su Weibo (al fine di farlo cedere per il timore che possa preferire qualcun altro).

## Personaggi

### Principali
- Wu Suo Wei, interpretato da Feng Jianyu
Scapestrato di scarsa cultura e senza prospettive lavorative. Viene lasciato da Yue Yu e per questo, pur essendo eterosessuale, per vendetta tenta di fidanzarsi con Chi Cheng, il nuovo ragazzo di Yue Yu.
- Chi Cheng, interpretato da Wang Qing
Rampollo di una famiglia ricca è un omosessuale che viene obbligato dal padre, che ha preso "in ostaggio" i suoi amatissimi serpenti, a trovarsi una fidanzata. Sebbene sia fortemente innamorato di Wu Suo Wei con lui ha un comportamento altalenante che spazia da una forte gelosia a un'incredibile tenerezza. È molto bravo nelle arti marziali e quando Wu Suo Wei si lamenta, proponendo che nei loro rapporti sessuali debba avere lui il ruolo dell'attivo, lo sovrasta facilmente.

### Secondari
- Jiang Xiaoshuai, interpretata da Chen Qiushi
Medico omosessuale e grande amico di Wu Suo Wei gli dà molti consigli su come conquistare Chi Cheng. Ha un ciuffo di capelli ribelle.
- Gou Cheng Yu, interpretato da Cai Zhao
Alto ufficiale della polizia innamorato di Jiang Xiaoshuai; per incontrarlo, alla sua clinica, è disposto anche a procurarsi delle ferite. Fu il migliore amico di Chi Cheng ma, negli eventi narrati, vivono un rapporto conflittuale a causa di un evento negativo avvenuto nel loro passato.
- Yue Yu, interpretata da Zang Jiexi
Ex fidanzata di Wu Suo Wei e nuova fidanzata di Chi Cheng dimostra di essere un'arrampicatrice sociale.
- Gang Zi, interpretato da Zhu Wen-Shuo
Collaboratore di Chi Cheng.
- Li Wang, interpretato da Wang Yu
- Chi Yuan Duan, interpretato da De Xin Xin

## Episodi
| Stagione       | Episodi | Data inizio       | Data fine         |
| -------------- | ------- | ----------------- | ----------------- |
| Prima stagione | 8       | 9 agosto 2015     | 28 agosto 2015    |
| Speciale       | 1       | 16 settembre 2015 | 16 settembre 2015 |